# Andelat
Andelat is een gemeente in het Franse departement Cantal (regio Auvergne-Rhône-Alpes) en telt 384 inwoners (2004). De plaats maakt deel uit van het arrondissement Saint-Flour.

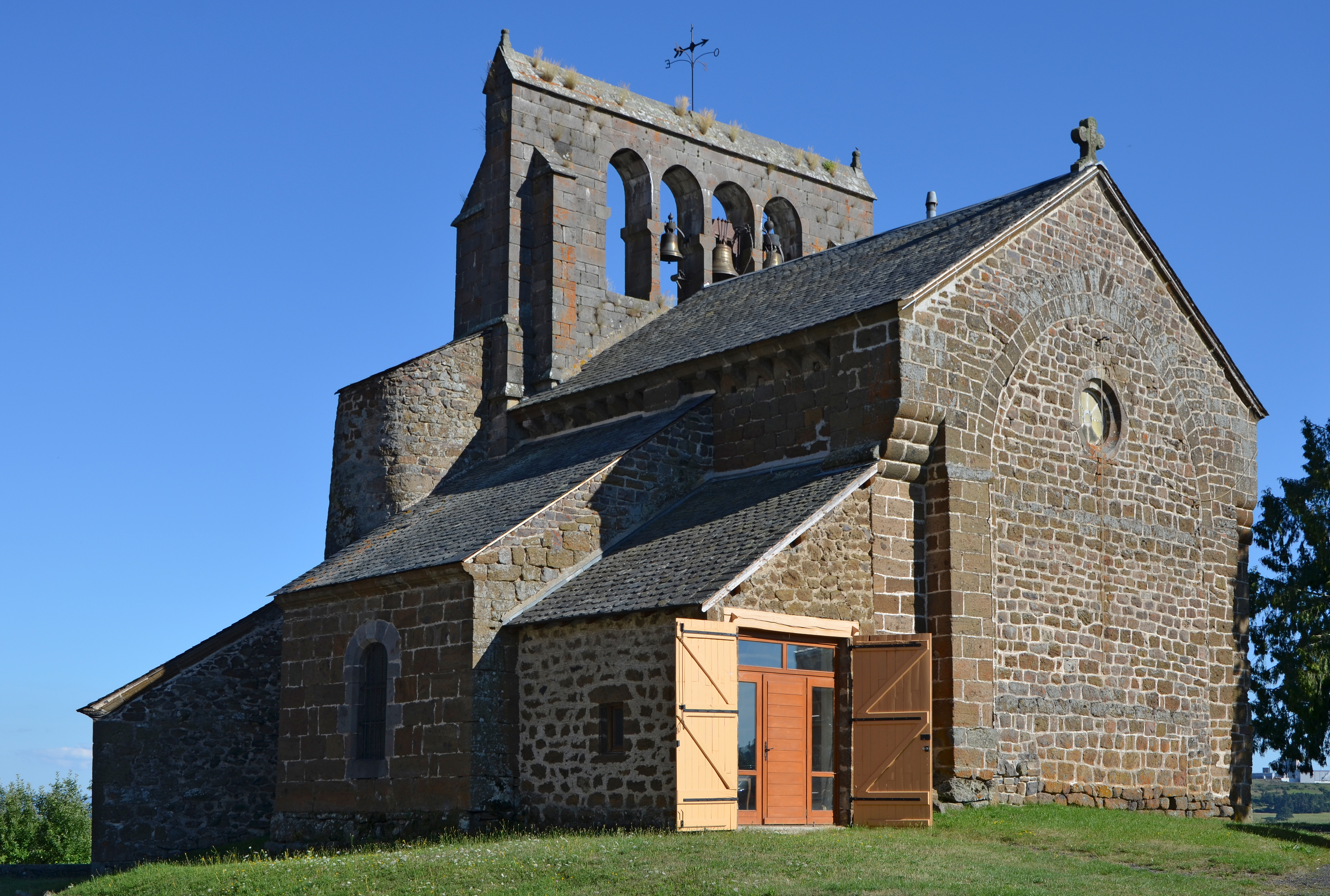
Kerk St Cirgues
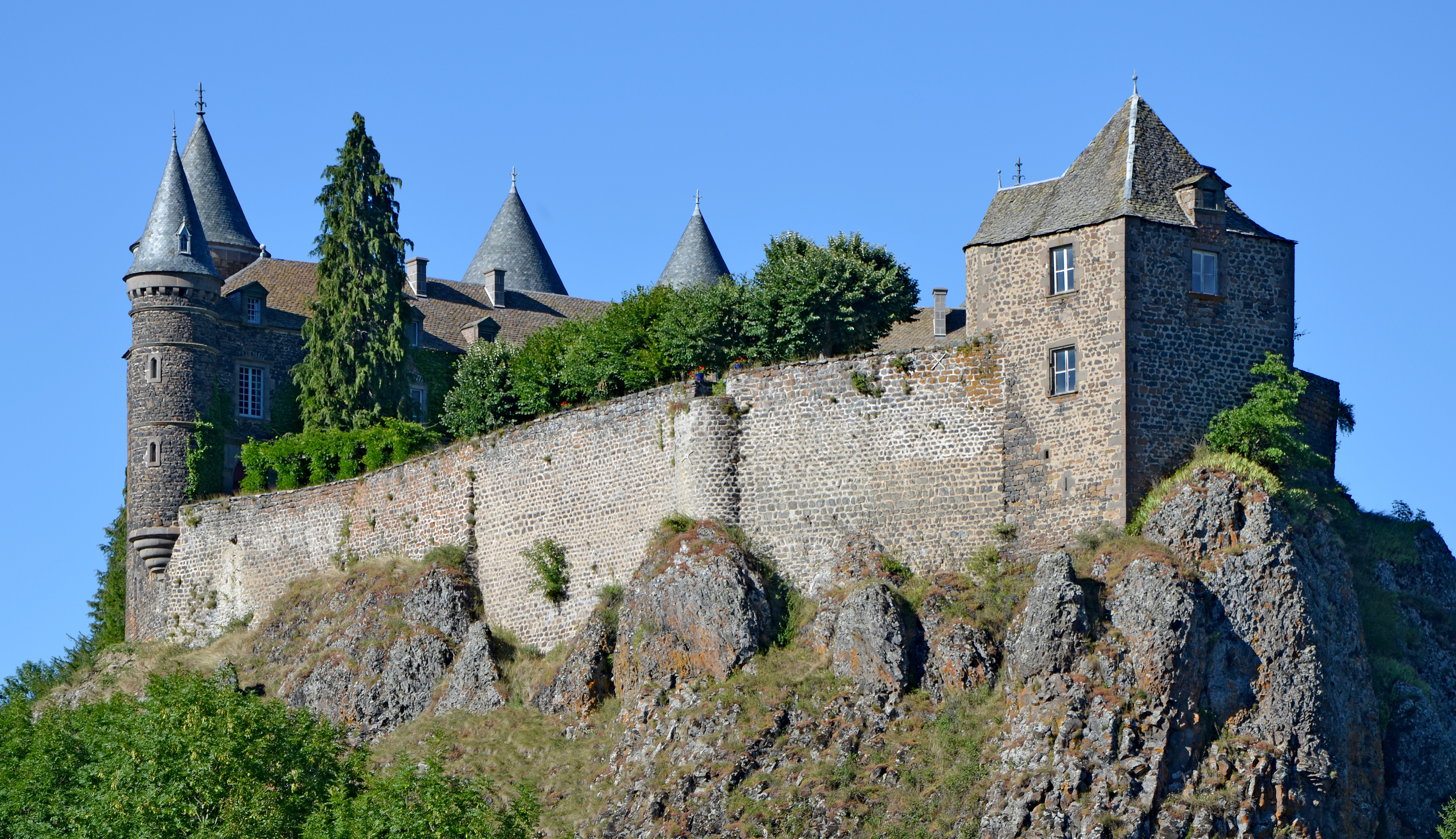
Château du  Sailhant

## Geografie
De oppervlakte van Andelat bedraagt 20,6 km², de bevolkingsdichtheid is 18,6 inwoners per km².
De onderstaande kaart toont de ligging van Andelat met de belangrijkste infrastructuur en aangrenzende gemeenten.

## Demografie
Onderstaande figuur toont het verloop van het inwonertal (bron: INSEE-tellingen).

Vanwege een beveiligingsprobleem met de MediaWiki Graph-software is het momenteel niet mogelijk deze grafiek weer te geven. Zodra de software is bijgewerkt zal de grafiek vanzelf weer zichtbaar worden.